# Acronicta edolata
Acronicta edolata är en fjärilsart som beskrevs av Augustus Radcliffe Grote 1881. Acronicta edolata ingår i släktet Acronicta och familjen nattflyn. Inga underarter finns listade i Catalogue of Life.